# .kz
.kz е интернет домейн от първо ниво за Казахстан. Представен е през 1994. Поддържа се от KazNIC.

## Домейни второ ниво
- org.kz
- edu.kz (само за образователни институции)
- net.kz
- gov.kz (само за правителствени институции)
- mil.kz (само за Министерство на отбрана)
- com.kz